# إيميلي هاينس
إيميلي بول هاينس (بالإنجليزية: Emily Haines)‏ هي مغنية وكاتبة أغاني كندية أمريكية ولدت في سنة 1974 أو 1975 في مدينة نيودلهي عاصمة الهند لأب شاعر أمريكي وأم صحفية أمريكية ثم أنتقلت مع عائلتها للعيش في أونتاريو في كندا وتعلمت هناك الغناء وعلى العزف علي الكيبورد والغيتار وأأنضمت في البداية كعضوة في فرقة بروكن سوشال سين وثم بدأت بتعلم السولو والسوبرانو وثم أنشات فرقة ميتريك مع جيمس شو في سنة 1998.

## روابط خارجية
- إيميلي هاينس على موقع IMDb (الإنجليزية)
- إيميلي هاينس على موقع ميوزك برينز (الإنجليزية)
- إيميلي هاينس على موقع ميوزك برينز (الإنجليزية)
- إيميلي هاينس على موقع أول ميوزيك (الإنجليزية)
- إيميلي هاينس على موقع ديسكوغز (الإنجليزية)
- إيميلي هاينس على موقع قاعدة بيانات الفيلم (الإنجليزية)